# Curt Badinski
Curt Badinski (né le 17 mai 1890 à Grebenstein et mort le 27 février 1966 à Oldenbourg) est un Generalleutnant allemand qui a servi au sein de la Wehrmacht pendant la Seconde Guerre mondiale.
Il a été récipiendaire de la croix de chevalier de la croix de fer. Cette décoration est attribuée pour récompenser un acte d'une extrême bravoure sur le champ de bataille ou un commandement militaire avec succès.

## Biographie
Badinski rejoint le 15 janvier 1910 le 9e bataillon de chasseurs à pied (de) de l'armée prussienne à Ratzeburg en tant que porte-drapeau. Il y est promu lieutenant le 16 juin 1911 et utilisé par la suite comme chef de section. 
Curt Badinski est capturé par les forces américaines en août 1944 dans la poche de Falaise. Il reste en captivité jusqu'en 1947.

## Promotions
- Fahnenjunker : 15 janvier 1910
- Fahnenjunker-Oberjäger : 27 mai 1910
- Fähnrich : 22 août 1910
- Leutnant : 16 janvier 1911
- Oberleutnant : 18 août 1916
- Hauptmann : 1er octobre 1923
- Major : 1er août 1933
- Oberstleutnant : 1er mars 1936
- Oberst : 1er août 1938
- Generalmajor : 1er février 1942
- Generalleutnant : 1er mars 1943

## Décorations
- Croix de fer (1914)
  - 2e Classe (18 septembre 1914)
  - 1re Classe (27 janvier 1917)
- Insigne des blessés (1914)
  - en Noir (5 avril 1918)
- Croix hanséatique de Hambourg (10 juillet 1916)
- Étoile de Gallipoli (10 juillet 1916)
- Croix de chevalier de l'ordre royal de Hohenzollern avec glaives (22 novembre 1918)
- Croix d'honneur (26 janvier 1935)
- Agrafe de la croix de fer (1939)
  - 2e Classe (25 mai 1940)
  - 1re Classe (29 juin 1940)
- Médaille du Front de l'Est (14 août 1942)
- Croix de chevalier de la croix de fer
  - Croix de chevalier le 11 octobre 1941 en tant que oberst et commandant du Infanterie-Regiment 489[1]

## Œuvres
- Aus großer Zeit. Erinnerungsblätter des Jäger-Feld-Bataillons Nr.9. Weltkrieg 1914–1918. Bd. 1, Lauenburgischer Heimatverlag, Ratzeburg 1932.
- Aus großer Zeit. Erinnerungsblätter des Jäger-Feld-Bataillons Nr.9. Weltkrieg 1914–1918. Bd. 2, Lauenburgischer Heimatverlag, Ratzeburg 1933.